# Sân bay Á Đinh Đạo Thành
Sân bay Á Đinh Đạo Thành (tiếng Trung: 稻城亚丁机场, tiếng Tạng tiêu chuẩn: འདབ་པའི་ཉི་བརྟེན་གནམ་གྲུ་ཐང་ (IATA: DCY, ICAO: ZUDC) là một sân bay thuộc huyện Đạo Thành, Châu tự trị dân tộc Tạng Garzê, thuộc tỉnh Tứ Xuyên, Trung Quốc. Sân bay ở Thị trấn Tang Đôi, cách quận lỵ 50 km về phía bắc. Khu bảo tồn thiên nhiên Á Đinh cách sân bay 130 km. Sân bay Á Đinh Đạo Thành nằm ở độ cao 4.411 m (14.472 ft) so với mực nước biển. Điều này khiến cho nơi đây trở thành sân bay dân dụng cao nhất trên thế giới.
Việc xây dựng bắt đầu sau khi kế hoạch cho sân bay được phê duyệt vào tháng 4 năm 2011. Chi phí xây dựng 1,58 tỷ nhân dân tệ (255 triệu USD). Sân bay chính thức khai trương vào ngày 16 tháng 9 năm 2013. Chuyến bay đầu tiên là chuyến bay 4215 của Air China trên chiếc Airbus A319. Chuyến bay xuất phát từ Thành Đô, chở theo 118 hành khách. Việc mở cửa sân bay đã giúp giảm thời gian di chuyển từ Đạo Thành đến Thành Đô xuống còn một giờ. Cùng một hành trình này, người di chuyển từng phải mất 2 ngày đi bằng xe buýt.

## Cơ sở hạ tầng
Sân bay Á Đinh Đạo Thành có một đường băng với chiều dài 4.200 m (13.800 ft) và chiều rộng 45 m (148 ft). Nhà ga của sân bay có diện tích 5.000 m2 (54.000 foot vuông). Nhà ga có hình dáng như một chiếc đĩa bay với hai cầu hàng không, đồng thời được thiết kế để phục vụ 280.000 hành khách mỗi năm.
Phi công hạ cánh và cất cánh máy bay từ sân bay bắt buộc phải là cơ trưởng. Họ cần phải có giấy phép chứng nhận cho phép việc hạ cánh xuống sân bay có độ cao lớn. Những người này không được quá 55 tuổi, cũng như cần có kinh nghiệm bay 1.200 giờ, trong đó 100 giờ phải là loại máy bay họ đang bay.

## Các hãng hàng không
Á Đinh Đạo Thành được phục vụ bởi các hãng hàng không như Air China, China Southern Airlines cũng như Sichuan Airlines. Có một số điểm đến mà các hãng hàng không này bay đến. Air China khai thác các chuyến bay đến Sân bay quốc tế Song Lưu (Thành Đô) và Sân bay quốc tế Bạch Vân (Quảng Châu). China Southern khai thác các chuyến bay đến Thành Đô và Quảng Châu. Sichuan Airlines khai thác các chuyến bay đến Thành Đô, Sân bay quốc tế Giang Bắc Trùng Khánh, Sân bay quốc tế Tiêu Sơn Hàng Châu và Sân bay quốc tế Hàm Dương Tây An.